# Ferdinand Wolfgang Flachenecker

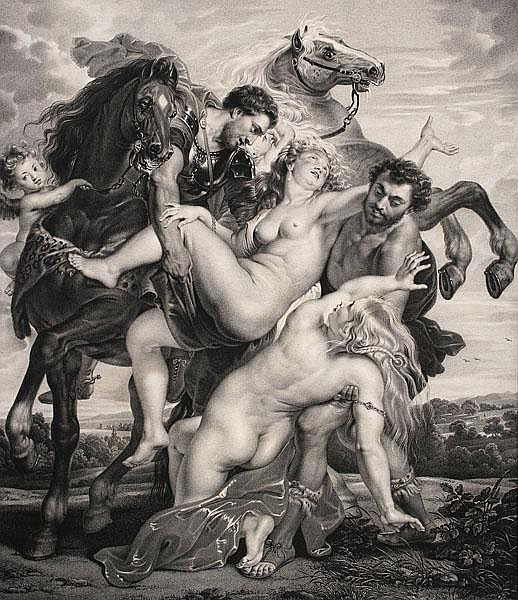
Ferdinand Wolfgang Flachenecker: Der Raub der Töchter des Leukippos, Lithografie nach dem Gemälde Der Raub der Töchter des Leukippos von Peter Paul Rubens

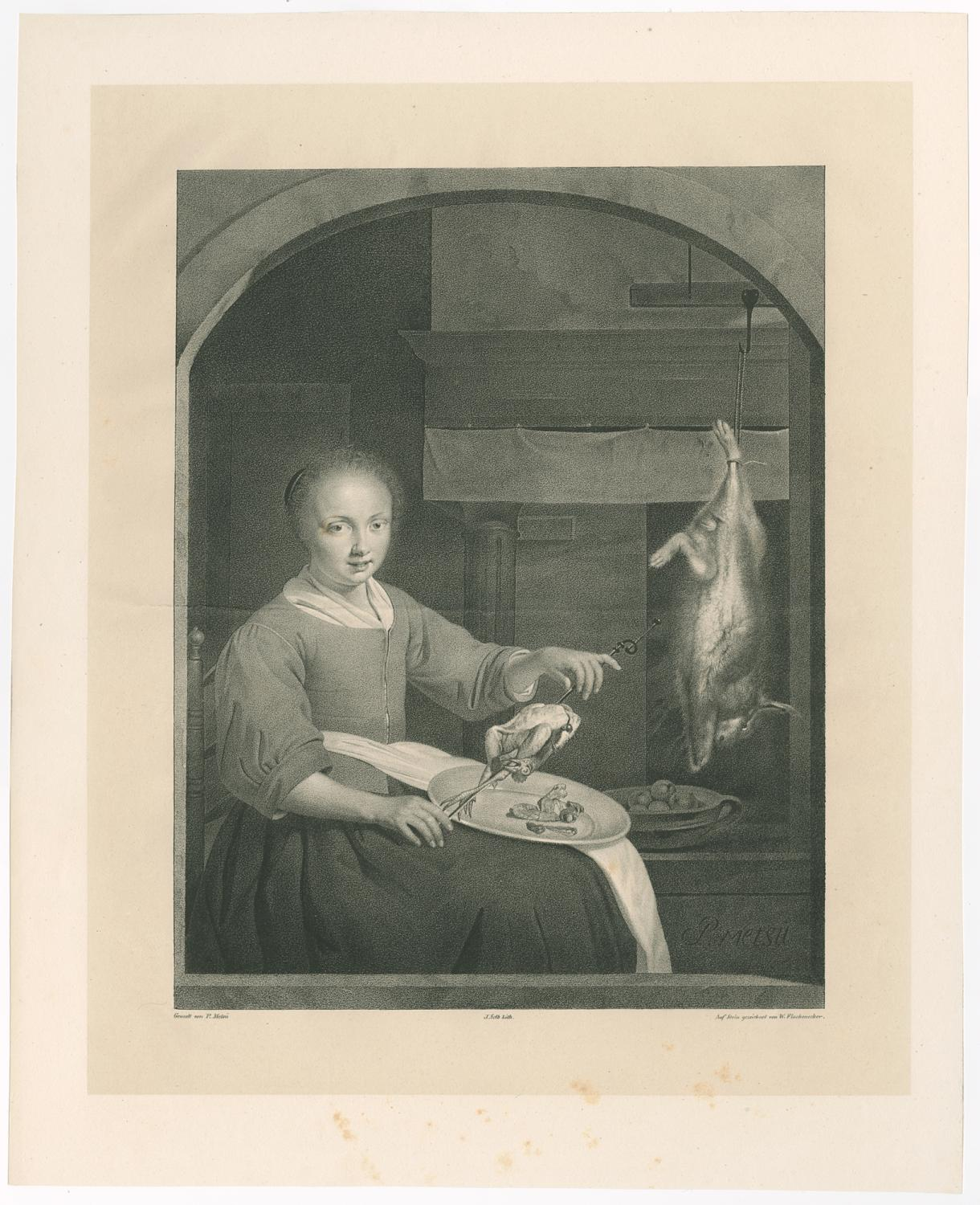
Ferdinand Wolfgang Flachenecker: Köchin mit Huhn am Spieß, Lithografie nach einem Gemälde von Gabriel Metsu

Ferdinand Wolfgang Flachenecker, ursprünglich Ferdinand Wolfgang Flachner, häufig nur Wolfgang Flachenecker, (* 1792 in Zirndorf; † nach 1847 in München) war ein deutscher Maler und Lithograf.

## Leben
Unter dem Namen Ferdinand Flachner studierte er von 1809 bis 1813 an der Königlich Dänischen Kunstakademie in Kopenhagen und nahm bis 1818 an Ausstellungen in Kopenhagen teil. 1813 erhielt er eine Kleine und Große Silber-Medaille, 1816 eine kleine Gold-Medaille. Im Jahr 1818 reiste er gemeinsam mit seinen Freunden Johan Christian Dahl und Christian Albrecht Jensen nach Deutschland. Dahl und Jensen begannen ihr Studium an der Kunstakademie Dresden, Flachenecker studierte ab dem 12. November 1818 an der Königlichen Akademie der Künste in München Malerei.
Danach wandte er sich ganz der Lithografie zu, so war er etwa mit zahlreichen lithografischen Reproduktionen von Bildern aus Münchener Sammlungen an dem Galeriewerk von Ferdinand Piloty und Joseph Selb beteiligt.
Um 1826/28 war er in Wien, 1833 ging er nach Venedig. Er arbeitete in der Lithografieranstalt Galvani, die er später leitete. Auch sein Bruder C. Flachenecker arbeitete in Venedig als Lithograf zunächst für Galvani und leitete dann die Premiata Litografia Veneta.
Danach (1839?) ließ er sich wieder in München nieder.

## Werke (Auswahl)
Gemälde

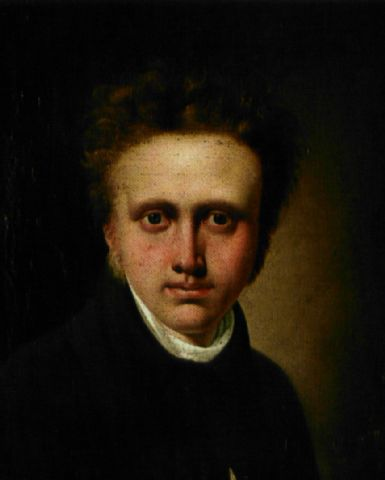
Ferdinand Wolfgang Flachenecker: Porträt des Architekten Frederik Ferdinand Friis

- Elias opvækker enkens søn fra de døde (Elias erhebt den Sohn der Witwe von den Toten), ausgestellt 1818, Statens Museum for Kunst, Kopenhagen, KMS40[11]
- Porträt Johann Gottwerth Müller (1743–1828), 1818, Verbleib unbekannt[12]
- Porträt H. E. Freund. 1820, Aarhus, Kunstmuseum
- Portrait des Architekten Frederik Ferdinand Friis (1793–1865), Privatbesitz[13]

Lithografien
- 1817 Portrait Peter Crux (1778–1821), nach einem Gemälde von Johann Baptist Seele[14]
- 1821–1829 35 Lithografien nach Gemälden in Münchner Sammlungen[15]
- 1821 Albert III. Herzog in Baiern verweigert die Annahme der Böhmischen Krone im Jahr 1440[16]
- 1828 Luise Großherzogin von Sachsen-Weimar-Eisenach, nach einem Gemälde von Julie von Egloffstein[17]
- 1831 Herzog Wilhelm Wolfgang von Neuburg, nach einem Gemälde von Anthonis van Dyck in der Sammlung des Herzogs von Leuchtenberg im Palais Leuchtenberg in München[18]